# Don Murphy
Pour les articles homonymes, voir Murphy.
Don Murphy est un producteur américain né en avril 1967.

## Filmographie partielle
- 1990 : Monday Morning réalisé par lui-même
- 1994 : Tueurs nés d'Oliver Stone
- 1994 : Double Dragon de James Yukich
- 1994 : Un élève doué de Bryan Singer
- 1998 : Permanent Midnight de David Veloz
- 2001 : Bully de Larry Clark
- 2001 : From Hell d'Albert Hughes et Allen Hughes
- 2003 : La Ligue des gentlemen extraordinaires de Stephen Norrington
- 2007 : Transformers de Michael Bay
- 2007 : Shoot 'Em Up : Que la partie commence de Michael Davis
- 2009 : Transformers 2 : La Revanche de Michael Bay
- 2009 : Splice de Vincenzo Natali
- 2011 : Transformers 3 : La Face cachée de la Lune de Michael Bay
- 2014 : Vampire Academy de Mark Waters
- 2017 : Transformers: The Last Knight de Michael Bay
- 2022 : Transformers: Rise of the Beasts de Steven Caple Jr.
- 2024 : Transformers One de Josh Cooley